# حمود الصهيبي
حمود بجاد الصهيبي (مواليد 1969، الكويت)، شاعر وكاتب سعودي.

## مسيرته
أسس مجلة مقناص وبعدها أسس مجلة تفاصيل و«دار تفاصيل للنشر والتوزيع». شارك في تأسيس قناة الصحراء بالإضافة إلى العديد من الأمسيات. يحمل الصهيبي مؤهل بكالوريوس عسكرية وبكالورويس في الإعلام وماجستير في الإعلام حيث حملت الرسالة عنوان «الإعلام وأثره في التنمية». له العديد من المؤلفات منها ديوان شعري باسم «نصفي الآخر» ومجموعة قصصية «حدث في غرفة النوم» وديوان «ضيدان الفغم» وديوان «بن حجي» ومعجم «قبيلة مطير» وآداب مجالسة الأمراء.